# تايرون إيفرت
تايرون إيفرت (بالإنجليزية: Tyrone Everett)‏ مواليد 1953 - وفيات 1977، كان ملاكم محترف أمريكي صنّف ضمن فئة الوزن الخفيف بدأ مسيرته الاحترافية سنة 1971.

## إحصائيات
خاض خلال مسيرته 37 نزالا، فاز في 36 ولم يتعادل وخسر في 1. فاز بالضربة القاضية في 20 نزالا.

## روابط خارجية
- تايرون إيفرت على موقع بوكس ريك (الإنجليزية) (registration required)